# Коленкан
Коленкан (фр. Colincamps) насеље је и општина у североисточној Француској у региону Пикардија, у департману Сома која припада префектури Амјен.
По подацима из 2011. године у општини је живело 88 становника, а густина насељености је износила 20,09 становника/km². Општина се простире на површини од 4,38 km². Налази се на средњој надморској висини од 160 метара (максималној 157 m, а минималној 134 m).

## Демографија
| 1962. | 1968. | 1975. | 1982. | 1990. | 1999. | 2011. |
| ----- | ----- | ----- | ----- | ----- | ----- | ----- |
| 125   | 130   | 116   | 106   | 104   | 88    | 88    |

График промене броја становника у току последњих година